# Esteban II de Mérida
Esteban II de Mérida o simplemente Esteban II fue obispo de  Mérida desde algo antes del año 680 hasta poco después de 684.La existencia de este prelado se conoce mediante un suceso que ocurrió en el XII Concilio de Toledo que se celebró el año 681. Pero hay que retroceder en el tiempo para ver la razón de este suceso: El rey visigodo  Wamba erigió una sede episcopal en un pequeño pueblo donde supuestamente fue sepultado Pimenio, obispo de Assidonia,  en un monasterio actualmente desaparecido en la villa de Aquis (probablemente Talavera de la Reina) y en el año 677 el rey estableció en su honor la diócesis de Aquis, dependiente de la silla pontificia de Mérida:
«Villulae Aquis in qua venerabile corpus Sanctissimi Pimeij confesor debito quiescit honore...», aunque algunos autores apuntan que esta sepultura podría haber sido la del abad dumiense del mismo nombre según cita Enrique Flórez o la de un santo del siglo II también llamado Pimenio. Allí puso el rey como obispo a Cuniuldo. El obispo Esteban II tenía poco carácter para oponerse al rey y aceptó este nombramiento aunque sabía que no era justo nombrar un obispo para pequeñas villas, donde nunca habían existido. Estos hecho fueron confesados en público por el propio Esteban II en el Concilio de Toledo y, postrado en tierra, pidió perdón.
También se sabe por estos hechos el año aproximado de su consagración como obispo pues fue sucesor directo del obispo «Festo» y como éste presidía la Iglesia de  Mérida en los principios del reinado de Wamba, que no reinó más de ocho años, y que Esteban era obispo al final del citado reinado, se debe situar su comienzo de pontificado en el año 680 tal y como lo indica Enrique Flórez. Por último, como Esteban firmó en las actas del Concilio de 681, se hace más verosímil la tesis de Enrique Flórez.
En el XII Concilio de Toledo del año 680 figura en el «Título IV» el nombre, dignidad y firma de Esteban II así como el suceso del «obispado aquense» dejando ese lugar como monasterio gobernado por su abad, pero tomaron nota para dar a «Cuniuldo» alguna sede que quedara vacante y así debió ser al figurar su nombre como uno de los obispos de Itálica.
Dos años más tarde —en el año 683— se celebró el XIII Concilio de Toledo que fue una reunión de Obispos del Reino Visigodo iniciada en Toledo el 4 de noviembre en la Iglesia de los Santos Apóstoles. El concilio terminó el 13 de noviembre del mismo año. En él aparece el obispo Esteban II en tercer lugar, delante de Floresindo de Sevilla. El año siguiente — 684— el Papa ordenó una reunión de obispos en Roma pero como los obispos habían tenido recientemente un viaje a Toledo, se tomó la decisión de que solo acudiesen los obispos de Toledo y los Vicarios de los demás obispos metropolitanos. El obispo Esteban II envió en su nombre al Abad Máximo que firmó los documentos junto al resto de asistentes. Se desconoce la fecha o el año de su fallecimiento si bien fue anterior a 687 que ya tenía como sucesor de su sede a Zenón.